# 이동원 (피겨스케이팅 선수)
이동원 (1996년 11월 18일 ~)은 대한민국의 피겨 스케이팅 선수이다. 2008년 트리글라브 트로피 노비스 부문에서 1위를, 2009년 한국 선수권에서 2위를 했다.

## 스케이팅 기술
이동원은 7살 때 피겨 스케이팅을 처음 시작했다. 트리플 러츠+더블 토룹을 경기에서 성공시키고 있다.

## 경력

### 2008-2009 시즌
2008년 12월 23일 홍콩에서 열린 아시안 트로피에서 총점 133.43점(쇼트 48.30, 프리 85.13)으로 1위에 올라 금메달을 획득했다. 2009년 4월에는 슬로베니아에서 개최된 트리글라브 트로피 노비스 부문에서 1위를 한다.

### 2009-2010 시즌
2009년 8월 30일 개최된 뉴질랜드 동계 게임 노비스 부문에서 1위를 한다. 또한 2009년 12월 16일 독일 도르트문트에서 개최된 NRW 트로피 노비스 부문(만 13세 미만)에서1위를 한다. 점수는 총점 134.05점(쇼트: 50.17점, 프리: 83.88점)이었다. 이 대회에서 트리플 러츠+더블 토룹 콤비네이션 점프를 쇼트와 프리에서 모두 성공시킨다.
2010년 1월 10일 한국에서 개최된 한국선수권(전국 남녀 피겨스케이팅 종합 선수권 대회)에서 2위를 기록한다.

### 2010-2011 시즌
2010년 주니어 그랑프리 선발전 남자 싱글 1위를 하며 주니어 그랑프리 데뷔가 확정되었다. JGP 2차 대회에서 종합 4위(쇼트 51.79, 프리 113.33, 총점 165.12)를 하며 가능성을 보였다. 이후 4차 대회에서는 11위에 그쳤다. 주니어 세계선수권에 출전하지만 쇼트에서 최하위(30위)로 프리컷 통과에 실패했다.

### 2011-2012 시즌
2011년 뉴질랜드에서 열린 환태평양 선수권대회 주니어 남자 싱글 1위(쇼트 50.85, 프리 89.54, 총점 140.39)를 하였다. 아시안 트로피에서는 총점 159.47점으로 동메달을 획득했다. 주니어 그랑프리 선발전에서 두 대회 출전권을 얻어 JGP 2차, 4차 대회에서 다 5위를 했다.

### 2013-2014 시즌
2014년 사대륙 선수권 대회에 이준형과 함께 출전하여, 쇼트에서 트리플 악셀에 성공하며 15위에 올랐다(61.16점). 프리에서는 점프 난조를 보이며 19위(105.57), 최종 19위를 했다.

## 주요 대회 기록
| 대회/시즌          | 2008-09 | 2009-10 | 2010-11 | 2011-12 | 2012-13 | 2013-14 | 2014-15 | 2015-16 | 2016-17 |
| ------------------ | ------- | ------- | ------- | ------- | ------- | ------- | ------- | ------- | ------- |
| 사대륙 선수권      |         |         |         |         |         | 19      |         |         |         |
| 세계 주니어 선수권 |         |         |         | 30      |         |         |         |         |         |
| 한국 선수권        |         | 2       | 1       |         |         |         |         |         | 8       |
| JGP 폴란드         |         |         |         |         |         | 13 J.   |         |         |         |
| JGP 슬로바키아     |         |         |         |         |         | 15 J.   |         |         |         |
| JGP 루마니아       |         |         |         | 5 J.    |         |         |         |         |         |
| JGP 호주           |         |         |         | 5 J.    |         |         |         |         |         |
| JGP 일본           |         |         | 11 J.   |         |         |         |         |         |         |
| JGP 루마니아       |         |         | 4 J.    |         |         |         |         |         |         |
| 뉴질랜드 동계 게임 |         | 1 (N.)  |         | 1 (J.)  |         |         |         |         |         |
| NRW 트로피         |         | 1 (N.)  |         |         |         |         |         |         |         |
| 아시안 트로피      | 1 (N.)  |         |         | 3 (J.)  |         |         |         |         |         |
| 트리글라브 트로피  | 1 (N.)  |         |         |         |         |         |         |         |         |

- N = 노비스
- J = 주니어